# Boeing X-51 WaveRider
Il Boeing X-51A WaveRider è un velivolo sperimentale spinto con scramjet sviluppato in collaborazione tra Boeing, NASA, DARPA, USAF e Pratt & Whitney Rocketdyne per viaggiare a regime ipersonico (arrivando fino a circa Mach 7, circa 8.050 km/h). Il programma WaveRider è diretto dagli Air Force Research Labs.

## Storia del progetto
L'X-51A fu il risultato di diversi sforzi compiuti per la produzione di modelli come l'Advanced Rapid Response Missile Demonstrator ed al motore scramjet con propellente liquido di idrocarburi sviluppato dalla sezione HyTech della USAF. Esso ricevette la designazione di X-51 il 27 settembre 2005.
La DARPA considerò il WaveRider come una sorta di primo passo verso la produzione del Blackswift, un aereo ipersonico il cui progetto fu però cancellato nell'ottobre 2008.
Durante i test, un B-52 porta l'X-51 a circa 50 000 piedi, ove avviene lo sgancio e poi la partenza dell'aereo. Inizialmente spinto da un razzo MGM-140 ATACMS, il WaveRider si stacca da esso ad una velocità di circa Mach 4,5 per poi accelerare fino a Mach 5 ed oltre.

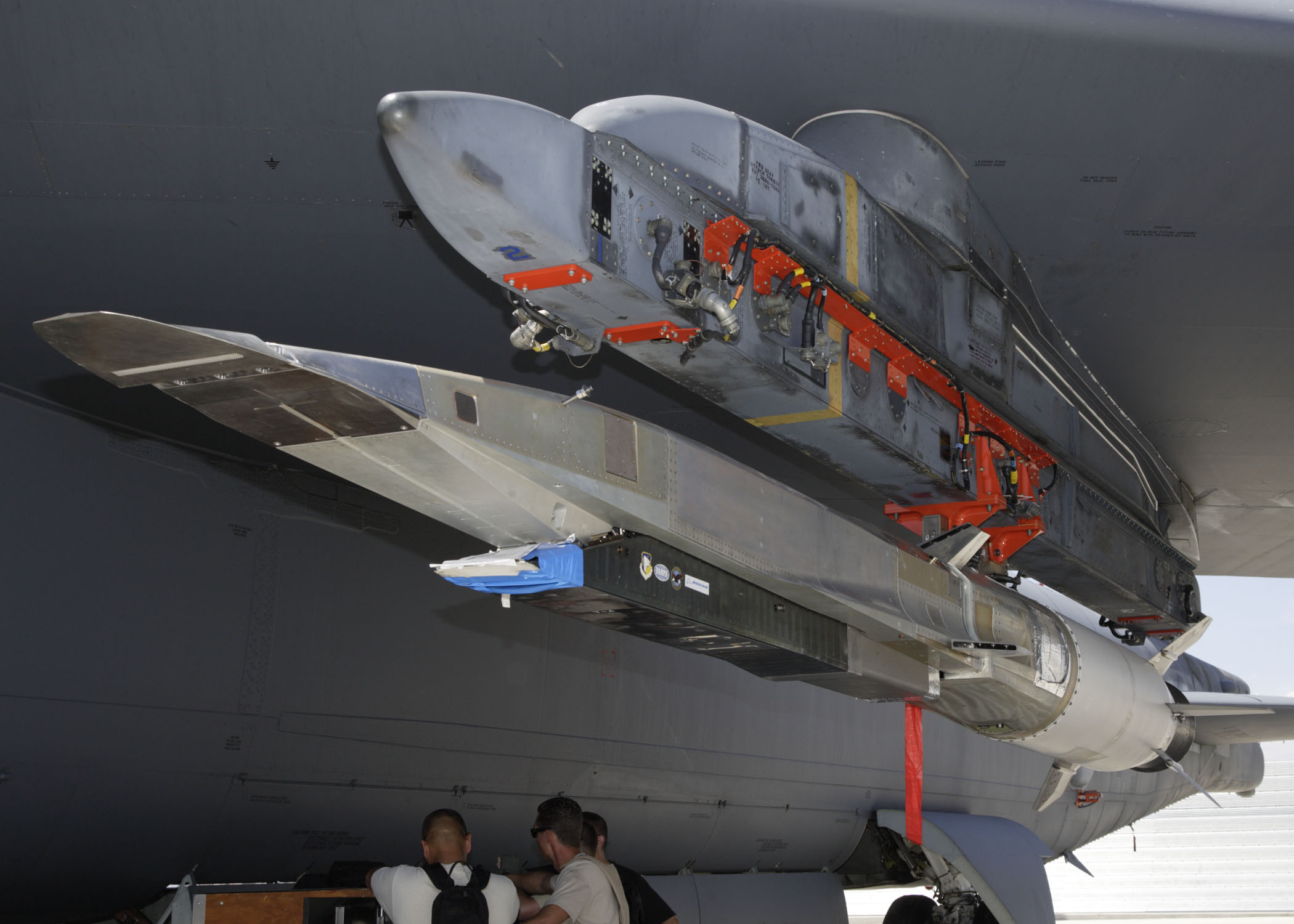
X-51 sotto l'ala di un B-52

## Impiego operativo
Test a terra sull'X-51 iniziarono verso la fine del 2006. Una versione preliminare del razzo, denominata Ground Demonstrator Engine No. 2 (lett. motore-dimostratore di terra numero 2), venne sottoposta ai test in galleria del vento al Langley Research Center il 27 luglio dello stesso anno. Nell'aprile 2007 avvenne invece la simulazione di un intero volo e grazie ai risultati ottenuti, vennero costruiti altri due motori sperimentali.
I primi test, 4 previsti, iniziarono nel 2009, il primo dei quali avvenne il 27 ottobre 2009. In seguito Boeing propose all'Air Force Research Laboratory di prolungare la lista dei lanci da 4 a 6.
Il primo test di volo dell'X-51A fu condotto il 26 maggio 2010. Il missile trasportato sotto l'ala sinistra di un B52, fu sganciato a circa 12 000 metri di quota e, trascorsi 4 secondi, si accese il booster che lo spinse fino raggiungere Mach. 4,8. Il test ha segnato un nuovo record di durata di un volo a velocità ipersonica.
Il secondo test terminò con un ammaraggio controllato nell'oceano.
La terza prova avvenne il 14 agosto 2012.
Era previsto il funzionamento del propulsore scramjet per una durata di circa cinque minuti, ma dopo soli 16 secondi dalla separazione dal booster e prima ancora dell'accensione dello scramjet, il velivolo andò perduto a causa del cedimento di un'aletta di controllo.
Il primo maggio 2013, l'X-51 completò con successo la sua quarta ed ultima prova in volo. L'X-51, una volta sganciato dal B-52, fu accelerato dal razzo Pegasus fino ad una velocità di Mach 4,8. Separatosi come previsto dal booster, l'X-51 accese il motore ed accelerò fino alla velocità di Mach 5,1 a 18.000 metri di quota per 240 secondi fino all'esaurimento del combustibile. Successivamente allo spegnimento del motore, il velivolo terminò il volo, come da programma, con un "tuffo" controllato nell'oceano Pacifico.